# Rodolfo Rivarola
Rodolfo Rivarola (Rosario, provincia de Santa Fe, 18 de diciembre de 1857-1942 fue un abogado, filósofo, profesor, juez y presidente de la Universidad Nacional de La Plata entre 1918 y 1920.

## Ámbito académico
Hizo sus estudios secundarios completos en el Colegio Nacional de Buenos Aires, cuyo director era José Manuel Estrada, obteniendo el título de bachiller en 1876. Estudió  en la Facultad de Derecho de la Universidad de Buenos Aires donde se recibió de abogado en 1882 y más adelante obtuvo el título de Doctor en Jurisprudencia.
En noviembre de 1882 el gobierno de la provincia de Corrientes le encomendó redactar un proyecto de Código de Procedimientos en Materia Criminal que fue aprobado al año siguiente.
En La Plata fue juez, Secretario de la Suprema Corte de Justicia de la Provincia de Buenos Aires en el período de 1889 a 1893 y Fiscal de cámara en el lapso de 1893 a 1898 en tanto simultáneamente era Vocal del Consejo de Educación de la Provincia de Buenos Aires

## Ámbito docente
En la Universidad Buenos Aires fue profesor de Derecho Civil en la Facultad de Derecho y de Filosofía en la Facultad de Filosofía y Letras en el período de 1896 a 1921.
También fue profesor del Colegio Nacional de Idioma Castellano e Historia, docente de Ciencia Penal y docente en la Universidad Nacional de La Plata, en la cual acompañó los últimos años de gestión de su fundador y primer Presidente Joaquín V González, participó de manera entusiasta del concepto abierto y pluralista de esa época y le sucedió como Presidente de la Universidad en el período 1918-1920.

## Obras
En 1910 propició unir Ciencia y Política bajo el término Ciencias Políticas, transformándose en un abanderado de esta disciplina en el país, invitó a dar cursos al español Adolfo Posada, fundó y dirigió durante muchos años la Revista Argentina de Ciencias Políticas, en la que publicó gran cantidad de artículos y en 1938 fue uno de los fundadores de la Academia Nacional de Ciencias Morales y Políticas y su primer presidente.
Fue autor de los proyectos de Código de Procedimientos en materia criminal de la Provincia de Corrientes y de Código Penal para la República Argentina precedido de una exposición de motivos (en 1888 en colaboración con Norberto Piñero y José Nicolás Matienzo) en cuya exposición de motivos incluyó su Crítica de la pena de muerte.
Además de numerosos artículos, escribió entre otras obras Instituciones de Derecho Civil, Programa de una Exposición de Derecho Civil (1901); La Constitución Argentina y sus Principios de Ética Política (1928); El Presidente Sáenz Peña y la Moralidad Política Argentina (1914).

## Valoración y homenajes
Enrique de Gandía ha escrito sobre Rodolfo Rivarola:

”Había sido masón, como Mitre, Sarmiento y tantos próceres de nuestra patria. No era anticatólico, sino deísta y respetuoso de todas las religiones. Sus ideas políticas eran conservadoras y. al mismo tiempo, liberales, es decir, partidario del dogma de la Libertad. Podía considerársele un constitucionalista sutil y erudito. Su figura sorprendía. Corta estatura. La cabeza y los bigotes blancos. Daba la impresión de no haber sido nunca joven. Su vejez era adusta y bondadosa. Encerraba talento, autoridad y afecto. Mente lúcida, brillante. No vacilaba. Encontraba la clave en las inquietudes y en los aparentes misterios, memoria límpida, ademanes rápidos, redacción clara, luminosa, y palabras firmes, exactas, sin florilegios ni ambigüedades.”

Entre otros homenajes se ha dado su nombre a una avenida de Rosario y a un pasaje céntrico de Buenos Aires. 
Rodolfo Rivarola falleció en 1942, a los 84 años.